# Verónica Giuliani
Úrsula Giuliani (Mercatello, 1660 - Città di Castello 9 de julio de 1727) fue una mística italiana que perteneció a la Orden de Clarisas Capuchinas, elevada a los altares de la Iglesia católica con el nombre de Santa Verónica Giuliani.

## Infancia
Nació en Mercatello, ducado de Urbino. Sus padres, Francesco Giuliani y Benedetta Mancini, eran de origen noble. 
En su infancia, si bien en un principio destacaba por ser traviesa, caprichosa e impulsiva, apoyada por sus hermanas va desarrollando progresivamente gran piedad y espíritu de oración. En este contexto comienzan a aparecer sus deseos de ser monja, los cuales se fortalecían a través del tiempo. Su padre se esforzó por hacerla desistir de sus ideas y que contrajera matrimonio, pero tras varias luchas con sus parientes, con fe y oración Úrsula consiguió ingresar al monasterio.

## Vocación religiosa
En 1677 fue recibida en el convento de las clarisas capuchinas en Città di Castello en Umbría, Italia, tomando el nombre de Verónica, en recuerdo de la Pasión. Al terminar la ceremonia de recepción, el obispo que presidía le dijo a la abadesa: “Le encargo especialmente a esta nueva hija a su cuidado, porque algún día será una gran santa”. 
En el noviciado, tuvo pruebas espirituales muy intensas y grandes tentaciones de volver al mundo, pero se sometió obedientemente a la voluntad de sus directores espirituales. A su profesión en 1678 desarrolló un gran deseo de padecer en unión con Cristo para la conversión de los pecadores.
Después de su profesión, pasó por todos los oficios y cargos del monasterio, desde el más humilde hasta el más honroso, siendo sucesivamente cocinera, despensera, enfermera, tornera, panadera, sacristana, maestra de novicias y, finalmente, abadesa, cargo que ejerció once años hasta su muerte.

## Experiencias místicas
En 1693 comenzó una nueva etapa en su vida espiritual cuando tuvo una visión en que Cristo le presentaba un cáliz, simbolizando la Divina Pasión que iba a ser revivida por su alma. Al principio no quiso aceptarlo, pero con gran esfuerzo finalmente accedió; a partir de ese momento comenzó a experimentar por el resto de su vida un intenso sufrimiento espiritual y posteriormente corporal. A partir de este año su confesor le ordena registrar por escrito sus experiencias místicas, por lo que inició la redacción de su Diario, que consta de 42 volúmenes, con unas 22.000 páginas en total. A pesar de su intensa actividad mística, también era una mujer muy activa en el convento, por 34 años fue maestra de novicias, guiando a las jóvenes con gran prudencia. 

En 1694 recibió la impresión de la Corona de Espinas en su cabeza, siendo las heridas visibles y el dolor, permanente. El 5 de abril de 1697, Viernes Santo, recibió los estigmas de Cristo en sus manos, pies y costado. En julio de ese mismo año, su propia abadesa la denunciaría a la Inquisición. Esto supuso años de humillaciones y pruebas. Se la obligó a llevar un régimen especial de comidas y a intentar curar los estigmas con diversas técnicas médicas, que terminaron fracasando en todos los casos. Se le practicaron exorcismos y el obispo llegó a tratarla de bruja. Además se la incapacitó para ser elegida para ningún cargo de la comunidad así como para votar en las elecciones de otras para cargos comunitarios; se la sometió a estricta incomunicación, prohibiéndole recibir visitas y escribir cartas. En 1699 fue destituida como maestra de novicias, asunto que fue revertido ante la necesidad de formación de la futura Beata Florida Cevoli, quien se declaró indigna de ser maestra de quien se mostraba como, joven dotada de facultades especiales, cultura superior y madurez espiritual poco común. Aceptó cuando Jesús le prometió: 
«Yo seré el maestro tuyo y de la novicia»
También la Virgen María vino en su ayuda, dándole a entender que se trataba de un alma muy selecta: 
«Te recomiendo, Verónica, a mi Floridina, gozo mío y gozo de mi divino Hijo».
Las pruebas de la Inquisición fueron cesando en número y retirándose poco a poco las prohibiciones. El 3 de junio de 1703 se le devolvió el cargo de maestra de novicias. El 7 de marzo de 1716 se le permitiría ser elegida abadesa, y así lo hicieron las hermanas el 5 de abril de ese mismo año. Ejerció el cargo hasta su muerte, preocupándose diligentemente de las necesidades espirituales y materiales de sus hermanas.

## Muerte y canonización
En 1727 un ataque de apoplejía la postró en el lecho, falleciendo un mes después de este evento la mañana del día 9 de julio de 1727, en el convento de Città di Castello. Sor Verónica había pasado toda su vida en el amoroso costado de Cristo: el corazón de Jesús había sido su celda, su monasterio y su cielo. Como un hecho extraordinario más en su biografía, en su autopsia realizada por el médico Gentili ante autoridades civiles y eclesiásticas, se encontró que su corazón tenía grabada la cruz y los instrumentos de la Pasión de Cristo,[cita requerida] tal y como la santa había relatado en su Diario. 
Fue beatificada por Pío VII el 17 de junio de 1804 y canonizada por Gregorio XVI el 26 de mayo de 1839. Desde 1978 hay propuestas para nombrarla Doctora de la Iglesia. Se la representa usualmente coronada de espinas, abrazando la cruz y con su propio corazón en la mano.